# Artigas Barrios
Artigas Barrios (Lascano, 7 de julio de 1937-16 de junio de 2022) fue un político uruguayo perteneciente al Frente Amplio. Fue el intendente del departamento de Rocha por el período 2005-2015.

## Biografía
Realizó estudios de administración agropecuaria. Trabajó en el Banco la Caja Obrera y en el BROU. Desde 1968 estuvo activo en COOPAR, y entre 1974 y 2000 fue productor de arroz. También gerenció Comisaco S. A., la empresa administradora de la represa de India Muerta.
Fue militante gremial hasta ser proscripto por la dictadura cívico-militar (1973-1985).
Militó en el Partido Socialista del Uruguay desde 1958. En 1971 participó en la fundación del Frente Amplio en Rocha. En 1999 fue electo diputado por el departamento de Rocha para el periodo 2000-2005. En 2004 fue elegido como el número 1 del Deliberativo Departamental.

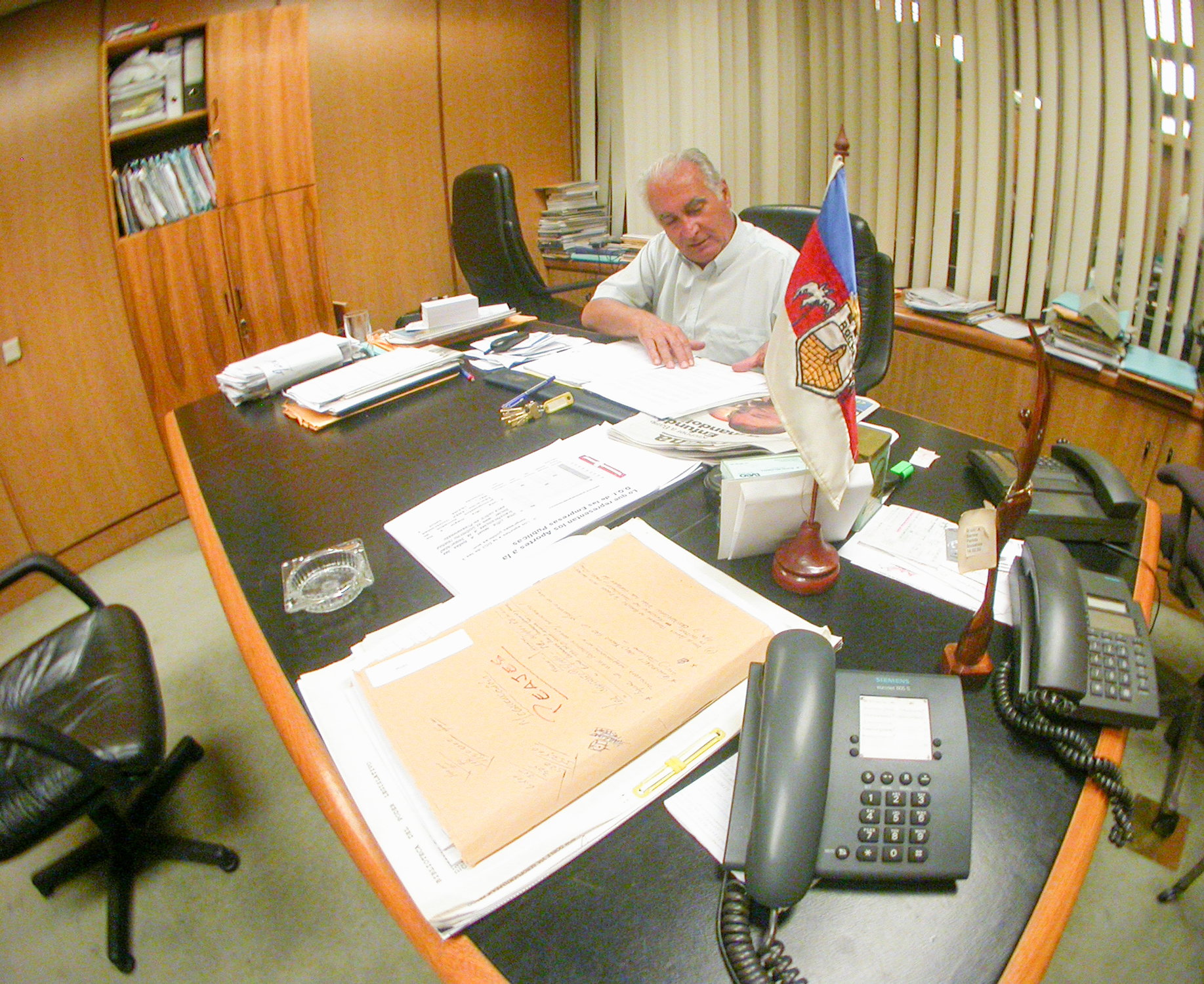
Artigas Barrios en 2003.

En mayo de 2005 fue electo intendente de los rochenses, siendo el primer frenteamplista en asumir tal cargo en su departamento. En mayo de 2010 fue nuevamente electo para el periodo 2010-2015.
Falleció el 16 de junio de 2022 a los 84 años, a causa de una neumonía.